# Густиномір

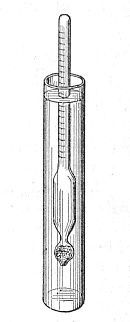

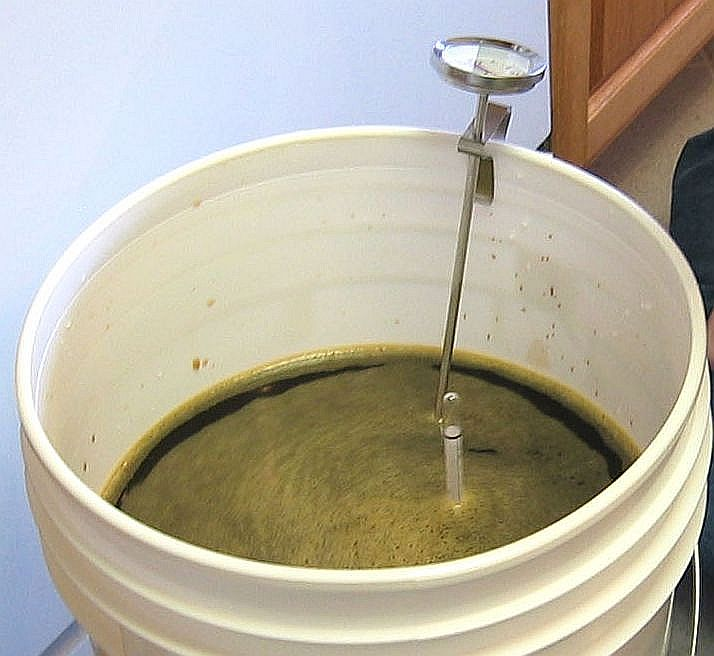
Пивовар — любитель використовує густиномір

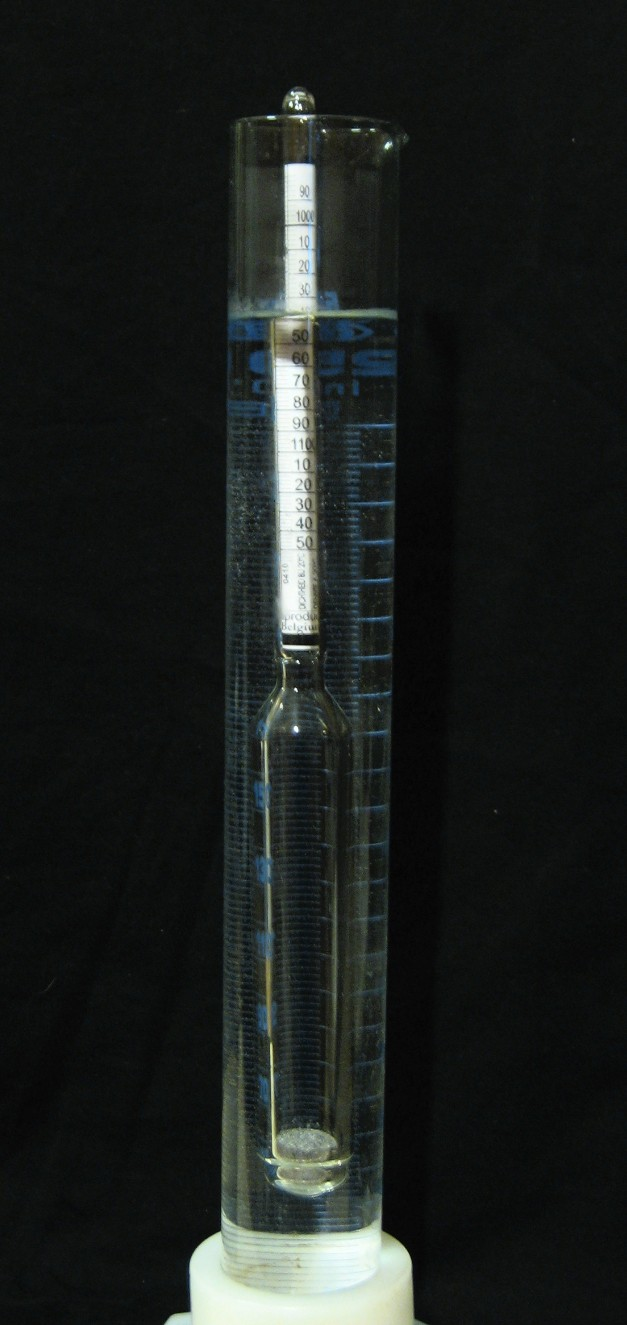
Сучасний густомір в цукровому розчині

Густиномір (рос. плотномер; англ. densimeter; нім. Dichtemesser m) — прилад для вимірювання густини рідин, газів та твердих тіл, а також сипких речовин. Найпоширеніші Г. для визначення густини рідин.

## Різновиди
Вони бувають:
- поплавкові — ареометри постійної маси або постійного об'єму;
- вагові — основані на безперервному зважуванні певного об'єму рідини;
- гідростатичні — густина вимірюється за різницею тисків двох стовпів рідини різної висоти;
- радіоізотопні — основані на вимірюванні послаблення пучка бета– або гамма-променів у результаті їх поглинання чи розсіювання шаром рідини;
- вібраційні — основані на залежності резонансної частоти коливань, що збуджуються в рідині, від густини рідини;
- ультразвукові — основані на залежності швидкості звуку в середовищі від її густини.
- манометричні — найбільш поширений при контролі густини вугільних пульп.

Радіоізотопний, ультразвуковий, вібраційний та інші методи можуть бути застосовані для визначення густини твердих та газоподібних речовин.

## Прилади-аналоги
До густиномірів примикають прилади для вимірювання концентрації розчинів (спиртоміри, цукрометри, нафтоденсиметри тощо).